# Dreiband-Weltmeisterschaft der Junioren

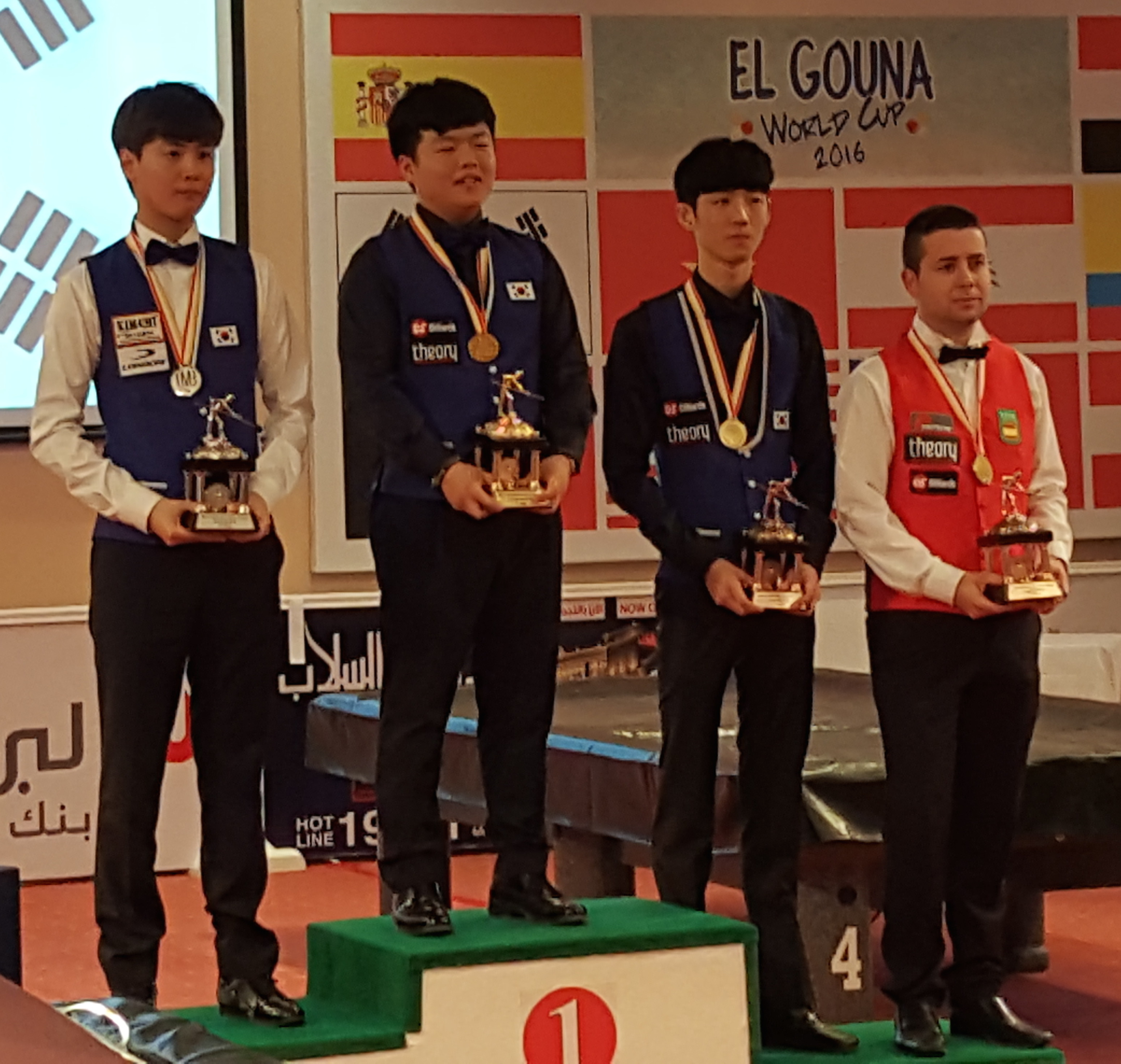
Sieger 2016: Shin Jung-ju (Silber), Cho Myung-woo (Gold), Han Jiseung (Bronze) und Andres Carrion (Bronze)(v.l.)

Die Dreiband-Weltmeisterschaft der Junioren ist ein Karambolageturnier, das seit 2001 ausgetragen wird.

## Geschichte
Nachdem zum Jahrtausendwechsel hin das Interesse am Dreiband gestiegen war, stiegen die Turnierausrichtungen auch im Juniorenbereich. Die Rufe nach einer Weltmeisterschaft wurden immer lauter, besonders in Spanien.
Bereits in den frühen 1990er-Jahren gab es bei den Südeuropäern Bestrebungen dieses Turnier zu etablieren. Sie scheiterten jedoch am Veto anderer Nationen. 2001 wurde ein zweiter Anlauf genommen, der zwar noch nicht zum gewünschten Ziel einer Weltmeisterschaft führte, zumindest aber zu einer WM auf Probe. Das Turnier erhielt den Namen „World Challenge Cup Juniors“ (WCCJ). Die WCCJ wurde daraufhin zweimal mit je 19 von 20 geplanten Spielern ausgetragen. Die Spiele gingen über die Distanz von 40 Punkten. Gespielt wurde eine Gruppenphase mit vier Gruppen zu je 5 bzw. 4 Spielern und eine Finalrunde mit Viertel-, Halbfinale.
Nachdem diese beiden Turniere überaus erfolgreich gelaufen waren, entschloss sich 2003 die UMB, der Weltverband für Karambolage, die ersehnte Weltmeisterschaft zu genehmigen. Der bis dahin bewährte Ausrichtungsmodus wurde jedoch dahingehend geändert, dass man die Teilnehmerzahl auf 16 Spieler begrenzte und dem Satzsystem „Best of 3“ auf 15 Punkte den Vorzug gab, dieser wurde dann 2007 einmalig auf „Best of 5“ erhöht. Seit 2012 gibt es dann wieder das Ein-Satz-Spiel auf 35 Punkte.
Der Grieche Filipos Kasidokostas war in der Anfangsphase der herausragende Spieler des Turniers. Er holte sich nicht nur die ersten drei Titel, sondern stellte auch alle Rekorde auf: Den Generaldurchschnitt (GD) von 1,581 (2002), den besten Einzeldurchschnitt (BED) von 3,076 (2002) und die Höchstserie (HS) von 15 (2002). Diesen Rekord musste sich der Grieche jedoch mit Frédéric Mottet aus Belgien teilen. 2009 zog der Spanier Javier Palazón mit ebenfalls drei Titeln gleich. Zehn Jahre nach der HS von Kasidokostas und Mottet konnte der Koreaner Kim Haeng-jik im Jahr 2012 ebenfalls eine HS von 15 erzielen, dieser wurde erst 2018 vom spanischen Titelverteidiger Carlos Anguita auf 16 Punkte verbessert. Der Sieg des Koreaners ließ ihn Kasidokostas überholen. Er hat damit einen Titel mehr als der Grieche. Ebenso verbesserte er den seit 2002 bestehenden besten GD von Kasidokostas auf 1,638. Seit seiner Einführung kennt das Turnier nur die drei genannten Spieler als Sieger. Dies änderte sich erst 2013.
Das Turnier wird jährlich im September oder Oktober ausgetragen (Ausnahmen waren 2004 und 2006, als die WM nicht stattfand). Deutsche Teilnehmer waren Ronny Lindemann (2001, 5. Platz), Philipp Leu (2002, 13. Platz), Marcel Decker (2005, 9. Platz) und Dustin Jäschke (2010, 8. Platz). Einziger Spieler aus der Schweiz war Alain Houlman (2002, 19. Platz; 2003, 15. Platz; 2005, 16. Platz), Österreich konnte bisher noch keinen Spieler platzieren.
Einige der Juniorenspieler haben danach den Sprung in die Elite der Dreiband-Spieler geschafft. Sie spielen regelmäßig bei internationalen Turnieren mit. Namentlich waren das Jérémy Bury aus Frankreich, Sameh Sidhom aus Ägypten, Javier Palazón aus Spanien und Glenn Hofman aus den Niederlanden.
2014 lag in Sluiskil der Turnierdurchschnitt erstmals über 1 (1,109). Cho Myung-woo stellte seinen eigenen Rekord im ED von 4,166 im Jahr 2017 im folgenden Jahr ein und spielte eine Partie von 5,000 ED (25:3 in 5 Aufnahmen).

## Statuten und Regeln
Die Teilnehmer dürfen bei der Anmeldung zum Turnier nicht das 22. Lebensjahr erreicht haben. Deshalb lautet der offizielle Titel World Championship 3-Cushion under 22. Die ersten drei Turniere hatten den Titel World Championship 3-Cushion under 21.

### Teilnehmer
Die 16 Teilnehmer werden wie folgt von den Verbänden entsandt:
- 1× aktueller Titelträger, wenn nicht verfügbar stellt die UMB einen Wildcard-Spieler
- 6× CEB – Region Europa
- 4× CPB – Region Amerika
- 3× ACBC – Region Asien
- 1× ACC – Region Afrika
- 1× Wildcard ausrichtender Verband

### Spielsystem Gruppenphase
In der Gruppenphase gilt folgende Gruppeneinteilung:
| Gruppe A    | Gruppe B | Gruppe C | Gruppe D |
| ----------- | -------- | -------- | -------- |
| Titelträger | CEB 1    | CPB 1    | ACBC 1   |
| CEB 2       | ACBC 2   | CEB 3    | CPB 2    |
| ACBC 2      | CPB 3    | CEB 4    | CEB 5    |
| CPB 4       | CEB 6    | WC       | CEB 7    |

Gespielt wird in der Gruppenphase auf 25 Punkte mit Nachstoß ohne Penalties. Die beiden Gruppenersten kommen ins Viertelfinale der Hauptrunde. Entscheidend für die Platzierung sind
1. Matchpunkte (MP)
2. Generaldurchschnitt (GD)
3. Höchstserie (HS)

Sollte ein Spieler das Match in der ersten Aufnahme beenden, so hat der andere Spieler das Recht auszugleichen. Sollte auch Spieler zwei das Match in einer Aufnahme beenden, so erhalten beide Spieler 2 Punkte.

### Spielsystem Finalrunde
Die Finalrunde wird ab dem Viertelfinale, also mit acht Spielern, ausgetragen. Ein Spiel um den 3. Platz findet nicht statt, es gibt zwei Bronzemedaillengewinner. Anders als in der Gruppenphase wird in der Endrunde der letzten Acht nach dem KO-System gespielt. Die Distanz beträgt 35 Punkte, bis 2019 mit Nachstoß aber mit Penalties. Der Spieler mit der höchsten Serie gewinnt das Match.
| Runde         | Modus                   | Distanz | Nachstoß                              | Penalty                               | Shot clock |
| ------------- | ----------------------- | ------- | ------------------------------------- | ------------------------------------- | ---------- |
| Gruppenphase  | 3er-Gruppe, Round Robin | 25      | Grünes Häkchensymbol für ja           | Rotes X oder Kreuzchensymbol für nein | 2× 40s     |
| ab 8el-Finale | Einzel, K.-o.-System    | 35      | Rotes X oder Kreuzchensymbol für nein | Rotes X oder Kreuzchensymbol für nein | 2× 40s     |

### Zeitlimitierung
Bis 2019 wurde galt während des gesamten Turniers ein Zeitlimit von 40 Sekunden (Countdown-Modus) je Stoß mit einem Lichtwarnsystem nach 30 Sekunden. Danach ertönt ein akustisches Signal und dem Gegner werden die Bälle neu aufgesetzt. 2020 (s. Tabelle) wurde die Shot clock auf 30 Sekunden (Warnton nach 20 Sekunden) gesenkt.

### Abschlusstabelle
Für die Abschlusstabelle werden alle Ergebnisse aller Spieler herangezogen und wie folgt gewertet:
1. Matchpunkte
2. Generaldurchschnitt (Punkte die im Penalty erzielt werden fließen nicht mit in die Wertung ein)
3. Höchstserie (Punkte die im Penalty erzielt werden fließen nicht mit in die Wertung ein)

### Preisgelder
Dem Veranstalter ist es freigestellt ein Preisgeld oder Geschenke auszuloben. Eine generelle Vereinbarung hierzu gibt es nicht.

## Turnierstatistik
Der GD gibt den Generaldurchschnitt des jeweiligen Spielers während des Turniers an.
| World Challenge Cup Juniors | World Challenge Cup Juniors             | World Challenge Cup Juniors | World Challenge Cup Juniors | World Challenge Cup Juniors | World Challenge Cup Juniors | World Challenge Cup Juniors | World Challenge Cup Juniors | World Challenge Cup Juniors |
| --------------------------- | --------------------------------------- | --------------------------- | --------------------------- | --------------------------- | --------------------------- | --------------------------- | --------------------------- | --------------------------- |
| Nr.                         | Jahr                                    | Ort                         | Sieger                      | GD                          | Platz 2                     | GD                          | Halbfinalisten              | GD                          |
| 1                           | 2001                                    | Gandía                      | Filipos Kasidokostas        | 1,276                       | Carlos Crespo               | 0,955                       | Rubén Legazpi               | 0,909                       |
| 1                           | 2001                                    | Gandía                      | Filipos Kasidokostas        | 1,276                       | Carlos Crespo               | 0,955                       | José-Maria Más              | 0,857                       |
| 2                           | 2002                                    | Romans-sur-Isère            | Filipos Kasidokostas        | 1,581                       | Jérémy Bury                 | 1,178                       | Frédéric Mottet             | 1,191                       |
| 2                           | 2002                                    | Romans-sur-Isère            | Filipos Kasidokostas        | 1,581                       | Jérémy Bury                 | 1,178                       | Carlos Crespo               | 0,995                       |
| Junioren-Weltmeisterschaft  |                                         |                             |                             |                             |                             |                             |                             |                             |
| Nr.                         | Jahr                                    | Ort                         | Sieger                      | GD                          | Platz 2                     | GD                          | Halbfinalisten              | GD                          |
| 01                          | 2003                                    | Eeklo                       | Filipos Kasidokostas        | 1,324                       | Steve van Acker             | 0,825                       | Merlin Romero               | 1,032                       |
| 01                          | 2003                                    | Eeklo                       | Filipos Kasidokostas        | 1,324                       | Steve van Acker             | 0,825                       | Erwin van den Heuvel        | 0,976                       |
| 02                          | 2005                                    | Paiporta (Valencia)         | Javier Palazón              | 1,270                       | Erick Tellez                | 0,895                       | Sameh Sidhom                | 0,951                       |
| 02                          | 2005                                    | Paiporta (Valencia)         | Javier Palazón              | 1,270                       | Erick Tellez                | 0,895                       | Steven van Acker            | 0,828                       |
| 03                          | 2007                                    | Los Alcázares               | Kim Haeng-jik               | 0,910                       | Javier Palazón              | 1,354                       | Glenn Hofman                | 0,961                       |
| 03                          | 2007                                    | Los Alcázares               | Kim Haeng-jik               | 0,910                       | Javier Palazón              | 1,354                       | Antonio Ortiz               | 0896                        |
| 04                          | 2008                                    | Ukkel                       | Javier Palazón              | 1,274                       | Glenn Hofman                | 1,088                       | Kim Haeng-jik               | 0,916                       |
| 04                          | 2008                                    | Ukkel                       | Javier Palazón              | 1,274                       | Glenn Hofman                | 1,088                       | Sameh Sidhom                | 1,123                       |
| 05                          | 2009                                    | Löwen                       | Javier Palazón              | 1,252                       | Glenn Hofman                | 1,159                       | Antonio Ortiz               | 1,093                       |
| 05                          | 2009                                    | Löwen                       | Javier Palazón              | 1,252                       | Glenn Hofman                | 1,159                       | Oh Tae-jun                  | 0,881                       |
| 06                          | 2010                                    | Hoogeveen                   | Kim Haeng-jik               | 1,231                       | Kenny Miatton               | 0,840                       | Rubén Fernandez-Bermejo     | 0,825                       |
| 06                          | 2010                                    | Hoogeveen                   | Kim Haeng-jik               | 1,231                       | Kenny Miatton               | 0,840                       | David Martinez              | 1,041                       |
| 07                          | 2011                                    | Guatemala-Stadt             | Kim Haeng-jik               | 1,211                       | Kim Jun-tae                 | 0,954                       | David Zapata                | 1,107                       |
| 07                          | 2011                                    | Guatemala-Stadt             | Kim Haeng-jik               | 1,211                       | Kim Jun-tae                 | 0,954                       | Alejandro Piza              | 1,071                       |
| 08                          | 2012                                    | San Javier                  | Kim Haeng-jik               | 1,638                       | Ömer Karakurt               | 1,343                       | Kim Jun-tae                 | 1,245                       |
| 08                          | 2012                                    | San Javier                  | Kim Haeng-jik               | 1,638                       | Ömer Karakurt               | 1,343                       | José García                 | 1,178                       |
| 09                          | 2013                                    | Korinth                     | José Juan García            | 1,287                       | Jung Hae-chang              | 1,099                       | Cho Myung-woo               | 1,104                       |
| 09                          | 2013                                    | Korinth                     | José Juan García            | 1,287                       | Jung Hae-chang              | 1,099                       | Pedro Reyes                 | 0,976                       |
| 10                          | 2014                                    | Sluiskil                    | Adrien Tachoire             | 1,096                       | Cho Myung-woo               | 1,205                       | Berkay Karakurt             | 1,391                       |
| 10                          | 2014                                    | Sluiskil                    | Adrien Tachoire             | 1,096                       | Cho Myung-woo               | 1,205                       | Kim Jun-tae                 | 1,192                       |
| 11                          | 2015                                    | Guri                        | Kim Tae-kwan                | 1,250                       | Kim Jun-tae                 | 1,286                       | Adrien Tachoire             | 0,983                       |
| 11                          | 2015                                    | Guri                        | Kim Tae-kwan                | 1,250                       | Kim Jun-tae                 | 1,286                       | Shin Jung-ju                | 1,396                       |
| 12                          | 2016                                    | el-Guna                     | Cho Myung-woo               | 1,276                       | Shin Jung-ju                | 1,270                       | Han Jiseung                 | 1,051                       |
| 12                          | 2016                                    | el-Guna                     | Cho Myung-woo               | 1,276                       | Shin Jung-ju                | 1,270                       | Andres Carrion              | 0,879                       |
| 13                          | 2017                                    | Narejos                     | Carlos Anguita              | 1,029                       | Lee Beom-yeol               | 1,070                       | Cho Myung-woo               | 1,265                       |
| 13                          | 2017                                    | Narejos                     | Carlos Anguita              | 1,029                       | Lee Beom-yeol               | 1,070                       | Gwendal Marechal            | 0,992                       |
| 14                          | 2018                                    | Izmir                       | Cho Myung-woo               | 2,022                       | Jang Dae-hyun               | 1,300                       | Carlos Anguita              | 1,163                       |
| 14                          | 2018                                    | Izmir                       | Cho Myung-woo               | 2,022                       | Jang Dae-hyun               | 1,300                       | Allesio d’Agata             | 1,180                       |
| 15                          | 2019                                    | Valencia                    | Cho Myung-woo               | 1,792                       | Ko Jun-Seo                  | 0,927                       | Cho Hwa-woo                 | 1,113                       |
| 15                          | 2019                                    | Valencia                    | Cho Myung-woo               | 1,792                       | Ko Jun-Seo                  | 0,927                       | Cristian Montoya            | 0,751                       |
|                             | 2020: ausgefallen wg. COVID-19-Pandemie |                             |                             |                             |                             |                             |                             |                             |
|                             | 2021: ausgefallen wg. COVID-19-Pandemie |                             |                             |                             |                             |                             |                             |                             |
| 16                          | 2022                                    | Heerhugowaard               | Burak Hashas                | 1,241                       | Dimitrios Seleventas        | 1,100                       | Ko Jun-sang                 | 1,144                       |
| 16                          | 2022                                    | Heerhugowaard               | Burak Hashas                | 1,241                       | Dimitrios Seleventas        | 1,100                       | Denizkan Akkoca             | 0,960                       |
| 17                          | 2023                                    | Ankara                      | Oh Myeong-gyu               | 1,250                       | Amir Ibraimov               | 1,021                       | Burak Hashas                | 1,521                       |
| 17                          | 2023                                    | Ankara                      | Oh Myeong-gyu               | 1,250                       | Amir Ibraimov               | 1,021                       | Daniel Sainz Pardo          | 1,085                       |
| 18                          | 2024                                    | Blois                       | Seymen Ozbas                | 1,507                       | Jo Yeong-yun                | 1,157                       | Amir Ibraimov               | 1,277                       |
| 18                          | 2024                                    | Blois                       | Seymen Ozbas                | 1,507                       | Jo Yeong-yun                | 1,157                       | Marcos Morales              | 0,970                       |
| 19                          | 2025                                    | Murcia                      |                             | -                           |                             | -                           |                             | -                           |
| 19                          | 2025                                    | Murcia                      | -                           | -                           |                             | -                           |                             |                             |

Quellen: